# Duboševica
Duboševica (srbsky Дубошевица, maďarsky Dályok) je malá vesnice v Osijecko-baranjské župě ve východním Chorvatsku, v obci Draž.

## Poloha
Duboševica se nachází na rovině, podél evropské silnice E73 (Budapešť-Osijek), podél maďarských hranic. chorvatských hranic. V extravilánu vsi je důležitý silniční hraniční přechod Udvar – Duboševica mezi Maďarskem a Chorvatskem.

## Historie
Do konce 1. světové války Duboševica byla v Uhersku, poté v Království Srbů, Chorvatů a Slovinců a od roku 1929 v Jugoslávii. V roce 1941 oblast obsadila maďarská armáda a do roku 1945 byla součástí Maďarska (patřící do okresu Villány), od roku 1991 Chorvatska. V roce 1991 žilo v Duboševici 852 lidí (Chorvati 747 (88 %), Jugoslávci 36 (4 %), Srbové 32 (4 %), Maďaři 23 (3 %) a další).

## Osobnosti
- Béla Kellner (1904–1975), maďarský lékař, akademik